# Lijst van spelers van FC Lyn Oslo
Deze lijst omvat voetballers die bij de Noorse voetbalclub FC Lyn Oslo spelen of gespeeld hebben. De spelers zijn alfabetisch gerangschikt.

## A
- Sveinung Aarnseth
- Rolf Aas
- Simen Agdestein
- Ali Al Habsi
- Matías Almeyda
- Arne Amundsen
- Fritz Amundsen
- Stein Amundsen
- Gunnar Andersen
- Davy Angan
- Jakob Augustsson
- Otto Aulie
- Dag Austmo

## B
- Ezekiel Bala
- Dmitriy Barannik
- Arild Berg
- Axel Berg
- Harald Berg
- Runar Berg
- Kjetil Berge
- Kent Bergersen
- Tommy Bergersen
- Jo Inge Berget
- Nils Berntsen
- Tommy Berntsen
- Sven Otto Birkeland
- Teddy Bjarnason
- Bård Bjerkeland
- Tom Blohm
- Lars Bohinen
- Bjørn Borgen
- Tore Borrehaug
- Per Bredesen
- Jean Louis Bretteville
- Christian Brink
- Daniel Brondberg
- Arne Brustad
- Tom Buer
- Willy Buer
- Gøran van den Burgt

## C
- Ji-Ho Cha
- Daniel Chukwu

## D
- Christoffer Dahl
- Henrik Dahl
- Johan Dahlin
- Fredrik Dahm
- Mads Dahm
- Rasmus Daugaard
- Adama Diomande
- Paul Due
- Ola Dybwad-Olsen
- Ole Dyrstad

## E
- Edmilson
- Sverre Eika
- Hassan El Fakiri
- Ahmad Elrich
- Lars-Kristian Eriksen
- Anders Eriksson

## F
- Oscar Flores
- Per Frøistad
- Tor Fuglset
- Petter Furuseth

## G
- Johan Gaarder
- Stefán Gíslason
- Vegard Gjermundstad
- Øyvind Gram
- Stein Gran
- Espen Granli
- Alexander Groven
- Jóhann Guðmundsson
- Hverve Guessan
- Fredrik Gulbrandsen
- Arild Gulden
- Eddie Gustafsson
- Diego Gustavino

## H
- Eldar Hadžimehmedović
- Yngvar Håkonsen
- Colo Halit
- Emil Hallfreðsson
- Mounir Hamoud
- Bjørnar Hansen
- Frode Hansen
- Jonny Hanssen
- Espen Haug
- Kristian Henriksen
- Thor Hernes
- Knut Heyerdahl-Larsen
- Odd Hoel
- Espen Hoff
- Kim Holmen
- Øivind Holmsen
- Fredrik Horn
- Jan Hovdan
- Keijo Huusko

## I
- Odion Ighalo
- Stanley Ihugba
- Bjarne Ingebretsen
- Magnar Isaksen

## J
- Thomas Jacobsen
- Egil Jevanord
- Karl Johan Johannessen
- Pål Arne Johansen
- Stein Johansen
- Ronny Johnsen
- Jørgen Juve

## K
- Kjell Kaasa
- Harry Karlsen
- Edwin Kjeldner
- Endre Knudsen
- Erling Knudtzon
- Axel Kolle
- Tore Kordahl
- Kristian Krefting

## L
- Tyrel Lacey
- Thomas Lagerlöf
- Kevin Larsen
- Stephen Laybutt
- Rocky Lekaj
- Øyvind Leonhardsen
- Kjetil Løvvik
- Steven Lustü

## M
- Erling Maartmann
- Rolf Maartmann
- Dylan Macallister
- Kim Andre Madsen
- Peter Markstedt
- Andri Marteinsson
- Jim McCalliog
- Anders Michelsen
- Aleksander Midtsian
- John Obi Mikel
- Andreas Moen
- Andreas Morisbak
- Roald Muggerud

## N
- Tommy Nilsen
- Rikard Nilsson
- Rune Nordengen
- Nuno Marques
- Hans Nylund
- Victor Nysted

## O
- Chinedu Obasi
- Paul Obiefule
- Svein Olsen
- Tarjei Omenås
- Kristian Onstad
- Kjell Petter Opheim
- Quique Ortiz
- Knut Osnes
- Mohammed Ouseb
- Thomas Ødegaard
- Svein Østlien

## P
- Jonathan Parr
- Arnar Pétursson
- Magnus Powell
- Lucas Pratto

## R
- Stian Rasch
- Frithjof Resberg
- Arne Riberg
- Oliver Risser
- Jan Rodvang
- Einar Rossbach
- Jon André Røyrane
- Pal Rustadstuen

## S
- Tom Sadeh
- Aasmund Sandland
- Terje Sanne
- Espen Schjerven
- Finn Seemann
- Helgi Sigurðsson
- Indriði Sigurðsson
- Juan Silva
- Magne Simonsen
- Per Skou
- Leif Smerud
- Tomasz Sokolowski
- Jan Derek Sørensen
- Kenny Stamatopoulos
- Ole Stavrum
- Shane Stefanutto
- Ståle Stensaas
- Steinar Strømnes
- Tom Sundby
- Ole Bjørn Sundgot
- John Sveinsson
- Per Egil Swift

## T
- Jimmy Tamandi
- Jørgen Tengesdal
- Jo Tessem
- Thorleif Tharaldsen
- Daniel Theorin
- Ólafur Thórðarson

## U
- Frithjof Ulleberg

## V
- Trygve Velten
- Tor Vikenes

## W
- Kjetil Wæhler
- Thomas Wæhler
- Kasey Wehrman

## Y
- Jean Yao Yao

Clubs: Aalesunds FK · Alta IF · SK Brann · Bryne FK ·  Fredrikstad FK · FK Haugesund · Hønefoss BK · Kongsvinger IL · Lillestrøm SK · FC Lyn Oslo · Molde FK · Moss FK · Odd Grenland · Rosenborg BK · Stabæk Fotball · IK Start · Strømsgodset IF · Tromsø IL · Vålerenga IF ·  Viking FK

Lijsten van voetballers van Noorse clubs: Aalesunds FK · Alta IF · SK Brann · Bryne FK · Fredrikstad FK · FK Haugesund · Hønefoss BK · Kongsvinger IL · Lillestrøm SK · FC Lyn Oslo · Molde FK · Moss FK · Odd Grenland · Rosenborg BK · Stabæk Fotball · IK Start · Strømsgodset IF · Tromsø IL · Vålerenga IF · Viking FK